# Езкур ле Ба
Езкур ле Ба (фр. Aizecourt-le-Bas) насеље је и општина у североисточној Француској у региону Пикардија, у департману Сома која припада префектури Перон.
По подацима из 2011. године у општини је живело 59 становника, а густина насељености је износила 16,53 становника/km². Општина се простире на површини од 3,57 km². Налази се на средњој надморској висини од 120 метара (максималној 149 m, а минималној 93 m).

## Демографија
| 1962. | 1968. | 1975. | 1982. | 1990. | 1999. | 2011. |
| ----- | ----- | ----- | ----- | ----- | ----- | ----- |
| 80    | 67    | 52    | 54    | 56    | 60    | 59    |

График промене броја становника у току последњих година